# Umberto di Maroilles
Sant'Umberto (Maroilles, 652 – tra il 680 e il 682) è stato un religioso francese, abate di Maroilles, venerato come santo dalla Chiesa cattolica.

## Biografia

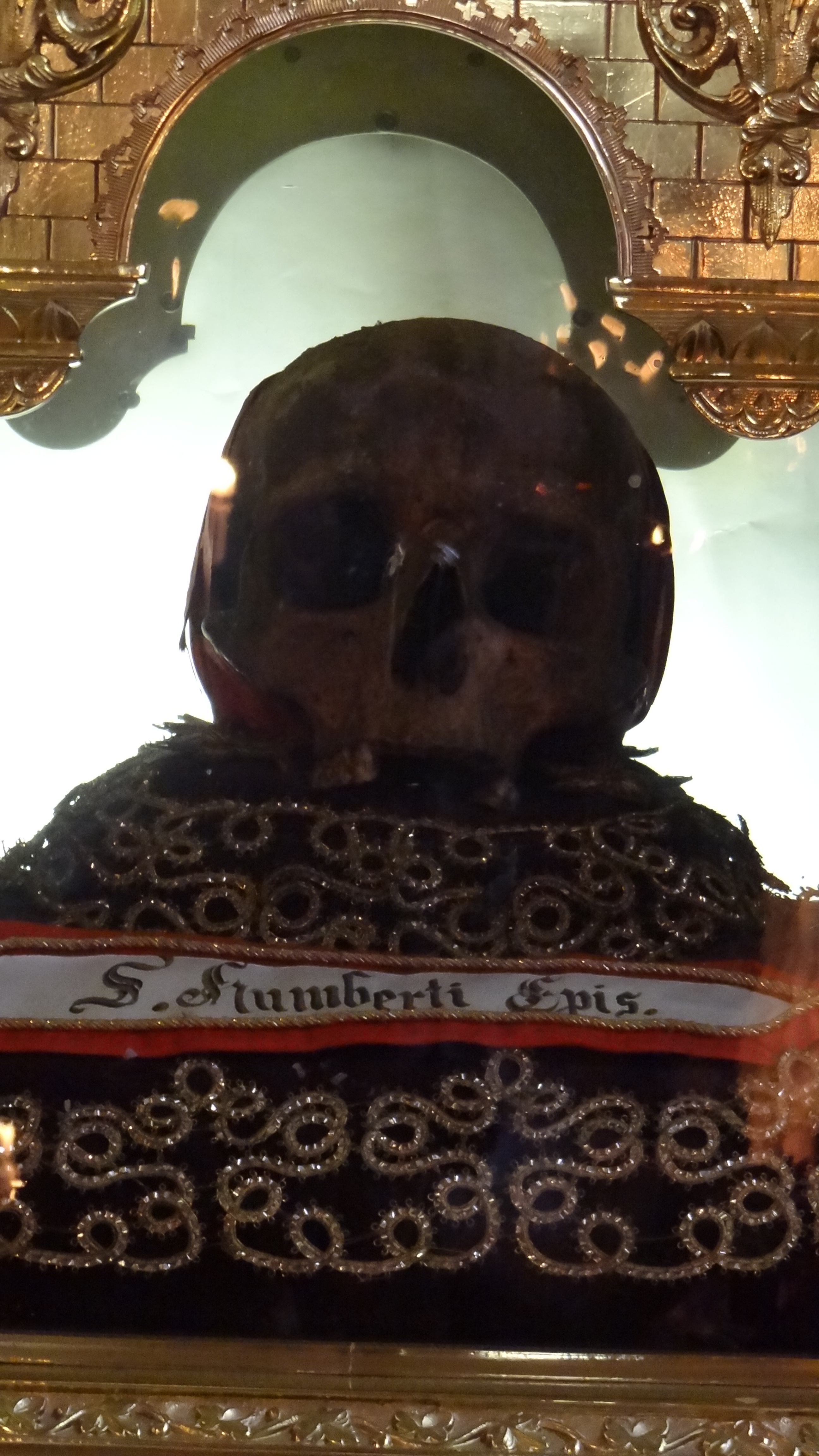
Reliquia di Sant'Umberto di Maroilles

Umberto, figlio di Evrardo e Popita, fu affidato ad alcuni monaci con lo scopo di educarlo. In seguito compì probabilmente due pellegrinaggi a Roma, prima di fondare un monastero a Maroilles nell'Hainaut sulle rive dell'Helpe.
Nel 675 Umberto cedette la sua villa di Mézières-sur-Oise alla chiesa di Maroilles. Morì tra il 680 e il 682 e venne seppellito nella cappella che aveva costruito. Nell'833 le spoglie dell'abate furono trasferite nella chiesa dell'abbazia. Verso il 1020 le sue reliquie vennero spostate dal luogo originario e furono traslate prima a Bruges e poi a Cambrai, prima di tornare nel 1733 nella chiesa di Mézières.
Originariamente negli antichi martirologi francesi, olandesi e tedeschi il santo veniva ricordato il 25 marzo, mentre ora, proprio della diocesi di Cambrai, la festa è fissata al 6 settembre, l'anniversario della traslazione.